# باشگاه فوتبال رواسو کوماموتو
باشگاه فوتبال رواسو کوماموتو ژاپنی: ロアッソ熊本 باشگاه فوتبالی در شهر استان کوماموتو، ژاپن است که در جی‌لیگ ۳ بازی می‌کند. این باشگاه در سال ۱۹۶۹ میلادی پایه‌گذاری شده است.